# Lukas Kübler
Lukas Kübler (Bonn, 30 agosto 1992) è un calciatore tedesco, difensore del Friburgo.

## Caratteristiche tecniche
È un terzino destro che può giocare anche al centro della difesa.

## Carriera
Cresciuto nelle giovanili del Bonner, ha esordito il 10 aprile 2010 in un match perso 1-0 contro il Bochum II.

## Statistiche

### Presenze e reti nei club
Statistiche aggiornate al 22 settembre 2023.
| Stagione          | Squadra           | Campionato        | Campionato | Campionato | Coppe nazionali | Coppe nazionali | Coppe nazionali | Coppe continentali | Coppe continentali | Coppe continentali | Altre coppe | Altre coppe | Altre coppe | Totale | Totale | Totale |
| Stagione          | Squadra           | Comp              | Pres       | Reti       | Comp            | Pres            | Reti            | Comp               | Pres               | Reti               | Comp        | Pres        | Reti        | Pres   | Reti   |        |
| ----------------- | ----------------- | ----------------- | ---------- | ---------- | --------------- | --------------- | --------------- | ------------------ | ------------------ | ------------------ | ----------- | ----------- | ----------- | ------ | ------ | ------ |
| 2009-2010         | Bonner            | REG               | 1          | 0          | CG              | 0               | 0               |                    | -                  | -                  |             | -           | -           | 1      | 0      |        |
| 2012-2013         | Colonia           | 2B                | 1          | 0          | CG              | 0               | 0               |                    | -                  | -                  |             | -           | -           | 1      | 0      |        |
| 2013-2014         | Sandhausen        | 2B                | 2          | 0          | CG              | 0               | 0               |                    | -                  | -                  |             | -           | -           | 2      | 0      |        |
| 2014-2015         | Sandhausen        | 2B                | 32         | 0          | CG              | 1               | 1               |                    | -                  | -                  |             | -           | -           | 33     | 1      |        |
| Totale Sandhausen | Totale Sandhausen | Totale Sandhausen | 34         | 0          |                 | 1               | 1               |                    | -                  | -                  |             | -           | -           | 35     | 1      |        |
| 2015-2016         | Friburgo          | 2B                | 0          | 0          | CG              | 0               | 0               |                    | -                  | -                  |             | -           | -           | 0      | 0      |        |
| 2016-2017         | Friburgo          | BL                | 16         | 0          | CG              | 0               | 0               |                    | -                  | -                  |             | -           | -           | 16     | 0      |        |
| 2017-2018         | Friburgo          | BL                | 15         | 0          | CG              | 1               | 0               | UEL                | 0                  | 0                  | -           | -           | -           | 16     | 0      |        |
| 2018-2019         | Friburgo          | BL                | 16         | 0          | CG              | 0               | 0               | -                  | -                  | -                  | -           | -           | -           | 16     | 0      |        |
| 2019-2020         | Friburgo          | BL                | 5          | 0          | CG              | 0               | 0               | -                  | -                  | -                  | -           | -           | -           | 5      | 0      |        |
| 2020-2021         | Friburgo          | BL                | 19         | 0          | CG              | 1               | 0               | -                  | -                  | -                  | -           | -           | -           | 20     | 0      |        |
| 2021-2022         | Friburgo          | BL                | 29         | 2          | CG              | 4               | 0               | -                  | -                  | -                  | -           | -           | -           | 33     | 2      |        |
| 2022-2023         | Friburgo          | BL                | 22         | 2          | CG              | 4               | 0               | UEL                | 7                  | 2                  | -           | -           | -           | 33     | 4      |        |
| 2023-2024         | Friburgo          | BL                | 5          | 1          | CG              | 1               | 0               | UEL                | 1                  | 0                  | -           | -           | -           | 7      | 1      |        |
| Totale Friburgo   | Totale Friburgo   | Totale Friburgo   | 127        | 5          |                 | 11              | 0               |                    | 8                  | 2                  |             | -           | -           | 146    | 7      |        |
| Totale carriera   | Totale carriera   | Totale carriera   | 165        | 5          |                 | 12              | 1               |                    | 8                  | 2                  |             | -           | -           | 185    | 8      |        |

## Palmarès

### Club

#### Competizioni nazionali
- Campionato tedesco di seconda divisione: 1

Friburgo: 2015-2016